# Paul Winfield
Paul Edward Winfield (* 22. Mai 1939 in Los Angeles, Kalifornien; † 7. März 2004 ebenda) war ein US-amerikanischer Fernseh- und Filmschauspieler.

## Leben
Paul Winfield besuchte verschiedene Universitäten wie die UCLA, die Stanford University und die Universität von Hawaii. Nach einigen Bühnenauftritten hatte er ab 1965 kleinere Rollen in zahlreichen Fernsehserien und 1969 in dem Kinofilm The Lost Man – Es führt kein Weg zurück neben Hauptdarsteller Sidney Poitier. In Brother John – Der Mann aus dem Nichts spielte er erneut mit Poitier.
Für seine Darstellung des Nathan Lee Morgan in dem Drama Das Jahr ohne Vater (Sounder) wurde Winfield 1972 für einen Oscar als Bester Hauptdarsteller nominiert.
Winfield, der neben seiner Arbeit als Filmschauspieler weiterhin für das Fernsehen drehte, wurde dreimal für einen Emmy nominiert und erhielt die Trophäe 1995 für seinen Gastauftritt als Richter Harold Nance in der Fernsehserie Picket Fences.
Privat war Winfield 30 Jahre mit seinem Lebenspartner, dem Architekten Charles Gillan, Jr., der am 5. März 2002 an Knochenkrebs starb, zusammen.
Winfield kämpfte lange gegen Übergewicht und Diabetes. Er starb an einem Herzinfarkt im Alter von 64 Jahren, im Queen of Angels-Hollywood Presbyterian Medical Center in Los Angeles. Winfield und Gillan sind im Forest Lawn Memorial Park in Los Angeles beigesetzt.

## Filmografie (Auswahl)
- 1965: Perry Mason (Fernsehserie, Folge 9x10)
- 1966: Daktari (Fernsehserie, Folge 1x07)
- 1966: Solo für O.N.C.E.L. (The Man from U.N.C.L.E., Fernsehserie, Folge 2x29)
- 1966: FBI (The F.B.I., Fernsehserie, Folge 2x10)
- 1967: Die tollen Abenteuer der schönen Pauline (The Perils of Pauline)
- 1967: Was kümmert uns die Bank? (Who’s Minding the Mint?)
- 1968: Kobra, übernehmen Sie (Mission: Impossible, Fernsehserie, Folge 2x24)
- 1968, 1972: Der Chef (Ironside, Fernsehserie, 2 Folgen)
- 1969: High Chaparral (The High Chaparral, Fernsehserie, Folge 2x14)
- 1969: The Name of the Game (Fernsehserie, Folge 1x20)
- 1969: Mannix (Fernsehserie, Folge 2x21)
- 1969: The Lost Man – Es führt kein Weg zurück (The Lost Man)
- 1969–1970: Julia (Fernsehserie, 4 Folgen)
- 1970: Kampf den Talaren (R. P. M.)
- 1971: Bruder John (Brother John)
- 1972: Das Jahr ohne Vater (Sounder)
- 1972: Trouble Man
- 1973: Horror in 37.000 Fuß (The Horror at 37,000 Feet, Fernsehfilm)
- 1973: Jagd auf linke Brüder (Gordon’s War)
- 1974: It's Good to Be Alive (Fernsehfilm)
- 1974: Abschied von einer Insel (Conrack)
- 1974: Huckleberry Finn
- 1975: Straßen der Nacht (Hustle)
- 1976: Bluthunde vom Teufel zerrissen (High Velocity)
- 1977: Das Kind mit den grünen Augen (Green Eyes, Fernsehfilm)
- 1977: Das Ultimatum (Twilight’s Last Gleaming)
- 1977: Ich bin der Größte (The Greatest)
- 1977: Straße der Verdammnis (Damnation Alley)
- 1977: A Hero Ain't Nothin' But a Sandwich
- 1978: King (Miniserie, 3 Folgen)
- 1979: Weißes Haus, Hintereingang (Backstairs at the White House, Miniserie, Folge 1x01)
- 1979: Roots – Die nächsten Generationen (Roots: The Next Generations, Miniserie, Folge 1x05)
- 1980: Der Aufseher von Angel City (Angel City, Fernsehfilm)
- 1981: Eine schöne Bescherung (Carbon Copy)
- 1982: Star Trek II: Der Zorn des Khan (Star Trek Ⅱ)
- 1982: Sister, Sister (Fernsehfilm)
- 1982: Der weiße Hund von Beverly Hills (White Dog)
- 1982: Die Blauen und die Grauen (The Blue and the Gray, Miniserie, Folge 1x01)
- 1983: On the Run
- 1984: Mike's Murder
- 1984: Ein Colt für alle Fälle (The Fall Guy, Fernsehserie, Folge 3x22)
- 1984: Terminator (The Terminator)
- 1984: Hotel (Fernsehserie, Folge 2x08)
- 1985: Go Tell It on the Mountain
- 1985: Mord ist ihr Hobby (Murder, She Wrote, Fernsehserie, Folge 1x15)
- 1986: Goodbye America (Fernsehfilm)
- 1986: Blue City
- 1987: Guilty of Innocence: The Lenell Geter Story (Fernsehfilm)
- 1987: Helden USA (Death Before Dishonor)
- 1987: Big Shots – Zwei Kids gegen die Unterwelt (Big Shots)
- 1987–1988: The Charmings (Fernsehserie, 21 Folgen)
- 1988: Die Schlange im Regenbogen (The Serpent and the Rainbow)
- 1988–1990: 227 (Fernsehserie, 21 Folgen)
- 1989: Kampf gegen die Mafia (Wiseguy, Fernsehserie, 6 Folgen)
- 1990: It’s Garry Shandling’s Show (Fernsehserie, Folge 4x19)
- 1990: Aus Mangel an Beweisen (Presumed Innocent)
- 1990: Tom Sawyer und Huckleberry Finn – Die Rückkehr nach Hannibal (Back to Hannibal: The Return of Tom Sawyer and Huckleberry Finn, Fernsehfilm)
- 1990: 83 Stunden – Nervenkrieg gegen die Zeit (83 Hours ’Til Dawn, Fernsehfilm)
- 1990: L.A. Law – Staranwälte, Tricks, Prozesse (L.A. Law, Fernsehserie, 4 Folgen)
- 1991: Alle unter einem Dach (Family Matters, Fernsehserie, Folge 2x22)
- 1991: Raumschiff Enterprise – Das nächste Jahrhundert (Star Trek: The Next Generation, Fernsehserie, Folge 5x02 Darmok)
- 1993: Batman (Batman: The Animated Series, Fernsehserie, Folge 1x48 Der Tod kommt auf Rädern, Stimme)
- 1993: Alex Haley's Queen (Miniserie, 3 Folgen)
- 1993: Power Cop (Irresistible Force, Fernsehfilm)
- 1993: Cliffhanger – Nur die Starken überleben (Cliffhanger)
- 1993: Dennis (Dennis the Menace)
- 1994: Maggie, Maggie! (Breathing Lessons, Fernsehfilm)
- 1994: Picket Fences – Tatort Gartenzaun (Picket Fences, Fernsehserie, 2 Folgen)
- 1994: Scarlett (Miniserie, Folge 1x01)
- 1995: Babylon 5 (Fernsehserie, Folge 2x10 Die Schlacht um Matok)
- 1995: Street War (In the Kingdom of the Blind, the Man with One Eye Is King)
- 1995: Tyson (Fernsehfilm)
- 1995: 13 auf einen Streich (Happily Ever After: Fairy Tales for Every Child, Fernsehserie, Folge 1x11, Stimme)
- 1995: Rusta – Planet der Tränen (White Dwarf, Fernsehfilm)
- 1995: Gargoyles – Auf den Schwingen der Gerechtigkeit (Gargoyles, Fernsehserie, 2 Folgen, Stimme)
- 1995: Im Sog des Bösen
- 1995–2003: Ein Hauch von Himmel (Touched by an Angel, Fernsehserie, 12 Folgen)
- 1996: Vergessene Schrecken (Stolen Memories: Secrets from the Rose Garden, Fernsehfilm)
- 1996: Original Gangstas
- 1996: Assassination File: Operation Laskey (Fernsehfilm)
- 1996: Mars Attacks!
- 1996: Die Legende von Gatorface (The Legend of Gator Face)
- 1996: Nacht über L.A. (Dead of Night)
- 1996–1997: Der Zauberschulbus (The Magic School Bus, Fernsehserie, 4 Folgen, Stimme)
- 1996, 1998: Die Simpsons (The Simpsons, Fernsehserie, 2 Folgen, Stimme)
- 1997: In einsamer Mission (Strategic Command)
- 1997: Teen Angel (Fernsehserie)
- 1997: Built to Last (Fernsehserie, 8 Folgen)
- 1997: New Spider-Man (Spider-Man: The Animated Series, Fernsehserie, 3 Folgen, Stimme)
- 1998: Walker, Texas Ranger (Fernsehserie, Folge 6x22)
- 1998: Relax...It’s Just Sex
- 1998: Babyhandel Berlin – Jenseits aller Skrupel (Assignment Berlin)
- 1999–2000: Batman of the Future (Batman Beyond, Fernsehserie, 3 Folgen, Stimme)
- 2000: Ready to Rumble (Knockout)
- 2002: Crossing Jordan – Pathologin mit Profil (Crossing Jordan, Fernsehserie, Folge 1x14)
- 2002: Second to Die
- 2003: The Wonderful World of Disney (Fernsehserie, Folge 44x21)